# Palma di Montechiaro
Palma di Montechiaro – miejscowość i gmina we Włoszech, w regionie Sycylia, w prowincji Agrigento.
Według danych na styczeń 2010 gminę zamieszkiwało 24 145 osób przy gęstości zaludnienia 316,2 os./1 km².

## Bibliografia

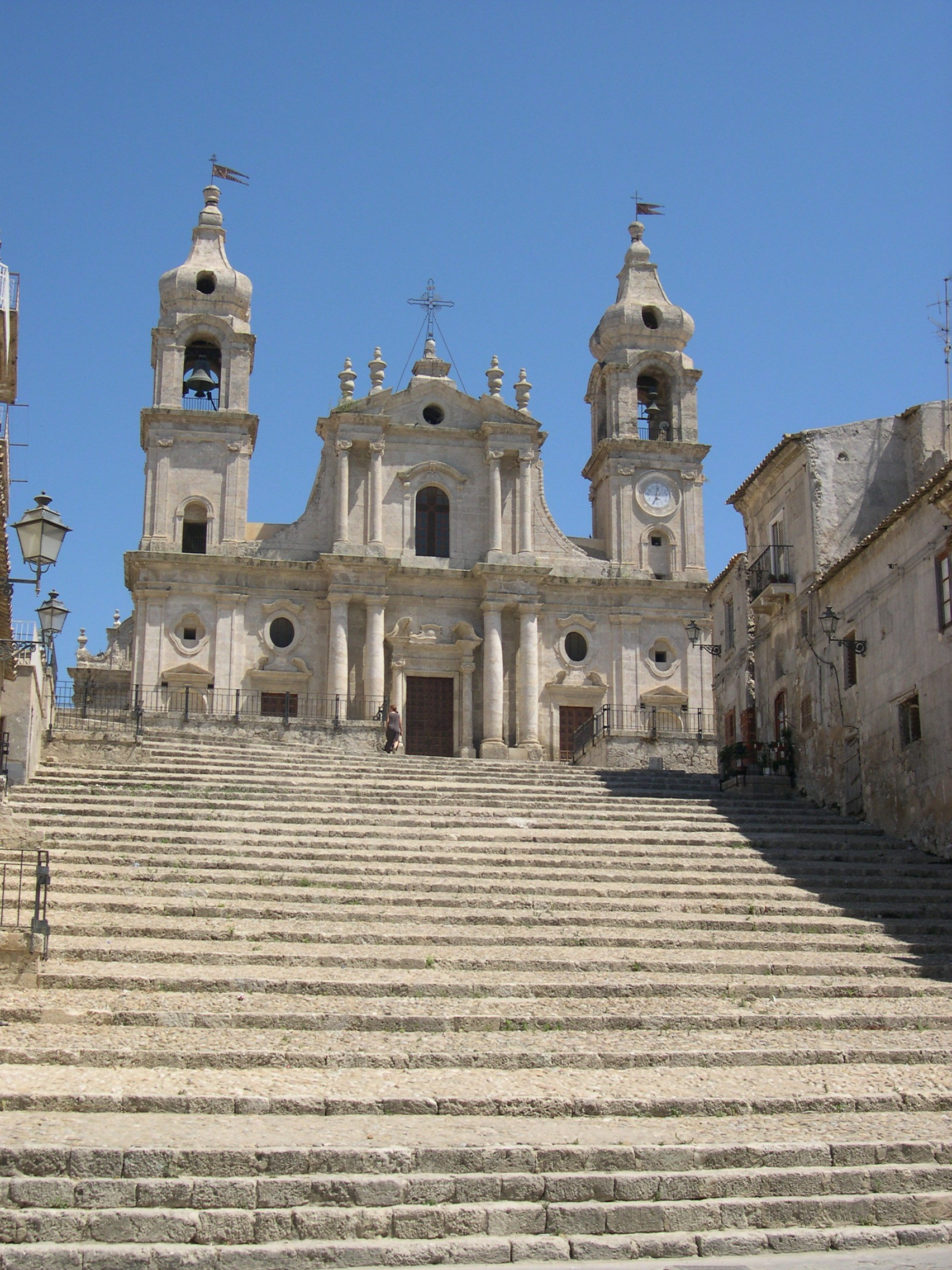
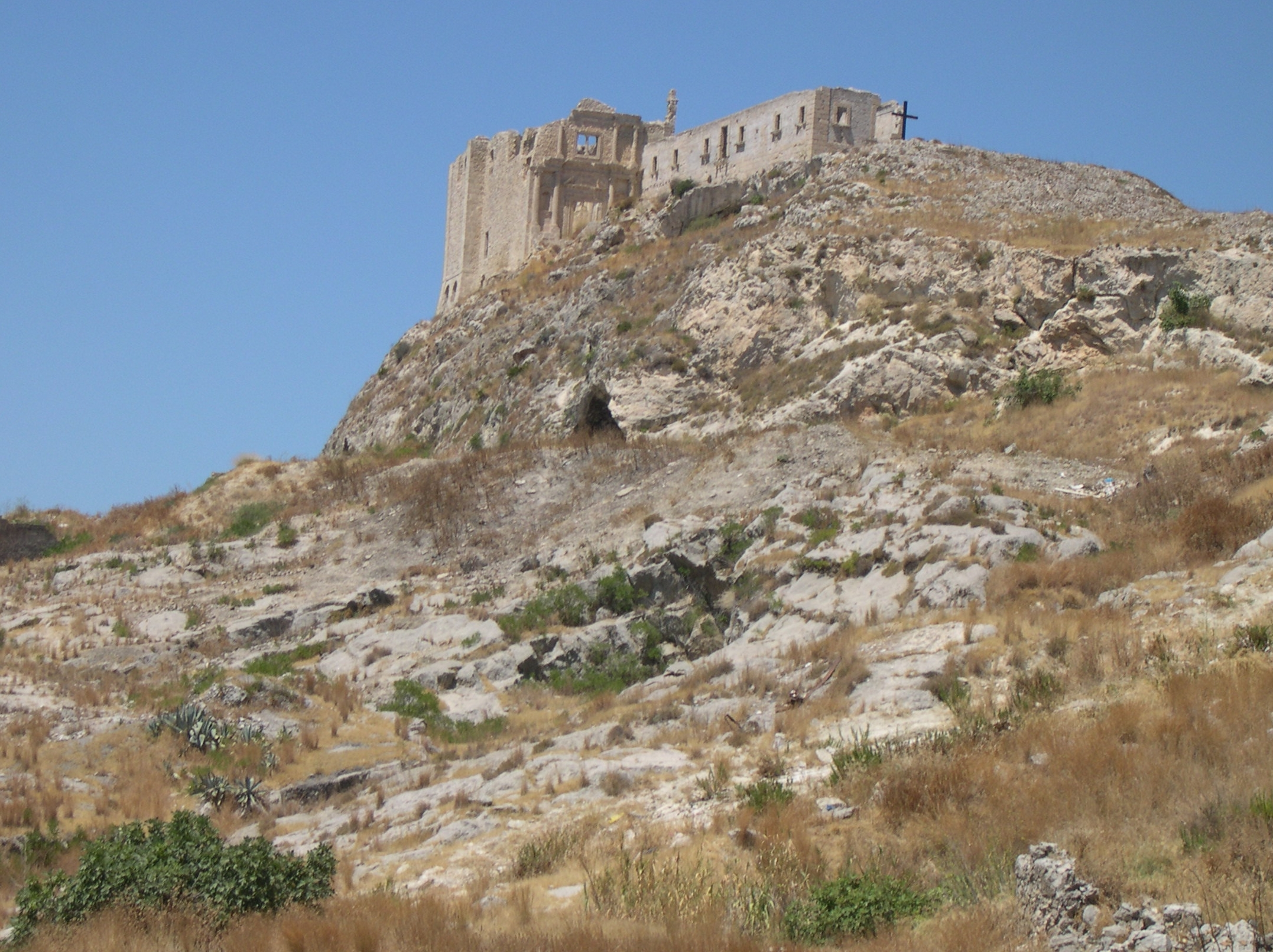